# Kostel svatého Petra a Pavla (Albrechtice, okres Klatovy)
Kostel svatého Petra a Pavla (někdy uváděn jako kostel Panny Marie a svatých Petra a Pavla) je římskokatolický farní kostel v Albrechticích u Sušice.

## Historie
Albrechtice se rozkládají jihovýchodně od Sušice vysoko na úbočí vrchu Sedla. Jižní část obce spolu s kostelem sv. Petra a Pavla se táhne po jeho severním svahu, čímž se řadí mezi výrazné dominanty širokého okolí. V 11. století vedly v těchto oblastech důležité obchodní cesty, z nichž nejstarší byla Vintířova stezka, která zprostředkovala přísun kulturních vlivů sousedního bavorského Podunají.
Původní kostel byl založen českým králem Vladislavem II. a vysvěcen 5. ledna 1179 královým synem Vojtěchem, salcburským arcibiskupem. Kolem roku 1240 byl postaven dnešní románskogotický kostel s obdélnou lodí, čtvercovým chórem a hranolovou věží. Pravděpodobně v poslední třetině 14. století byla postavena sakristie, nová klenba kněžiště a zvětšena dvě okna. Dnešní podobu získal kostel v letech 1778–1779, kdy byl postaven nový vchod v západním průčelí, loci na severní straně a kruchta.
V presbytáři jsou zachovány vzácné nástěnné malby z 15. století, severní strana lodi je prolomena cenným gotickým portálem z doby stavby kostela. Před vchodem na hřbitov u kostela rostl do roku 2006 Albrechtický topol, v zahradě pod kostelem roste památná lípa.

## Stavební podoba
Jednolodní obdélný kostel je opatřen u nás prvním známým čtvercovým presbytářem, k němuž po levé straně přiléhá třípatrová hranolová věž se sakristií. Presbytář byl původně klenutý křížovou bezžebernou klenbou, jak ukazují zachované náběhy pod současnou gotickou žebrovou klenbou. Shodná klenba s dvojitě vyžlabenými žebry bez konzol je uplatněna ve vedlejší sakristii. Prostor presbytáře osvětlují gotická okna s kružbami a stěny pokrývají nástěnné malby. Presbytář se do obdélné plochostropé lodi otevírá hrotitým triumfálním obloukem s hladkými boky. Loď je na západě opatřena kruchtou podepřenou dvěma mohutnými sloupy a novým portálem v západním průčelí. Původní portál je zachován v předsíni na severní straně, na níž navazuje valeně klenutá kaple Panny Marie.

## Stavební fáze
Kostel je v jádru románsko-gotický z první poloviny 13. století. Z období přechodného slohu se dochovala půlkruhově zakončená okénka v jižní stěně lodi a severní portál. Okénka mají románský charakter, zatímco portál se svou lomenou archivoltou hlásí ke gotickému stylu. Z gotické etapy pochází čtvercový presbytář s hranolovou věži na severní straně, ke které byla dodatečně připojená sakristie. V presbytáři a jižní straně lodi se zachovaly části nástěnných maleb ze 14. a 15. století. V 18. století došlo ke stavebním úpravám, při kterých byla v roce 1778 přestavěna kruchta, v roce 1779 prolomený západní portál lodi a postavena kaple Panny Marie s předsíní. Následné opravy kostela, které zahrnovaly především nové fasády a položení nové krytiny na všech střechách, proběhly ve 20. století.

## Galerie

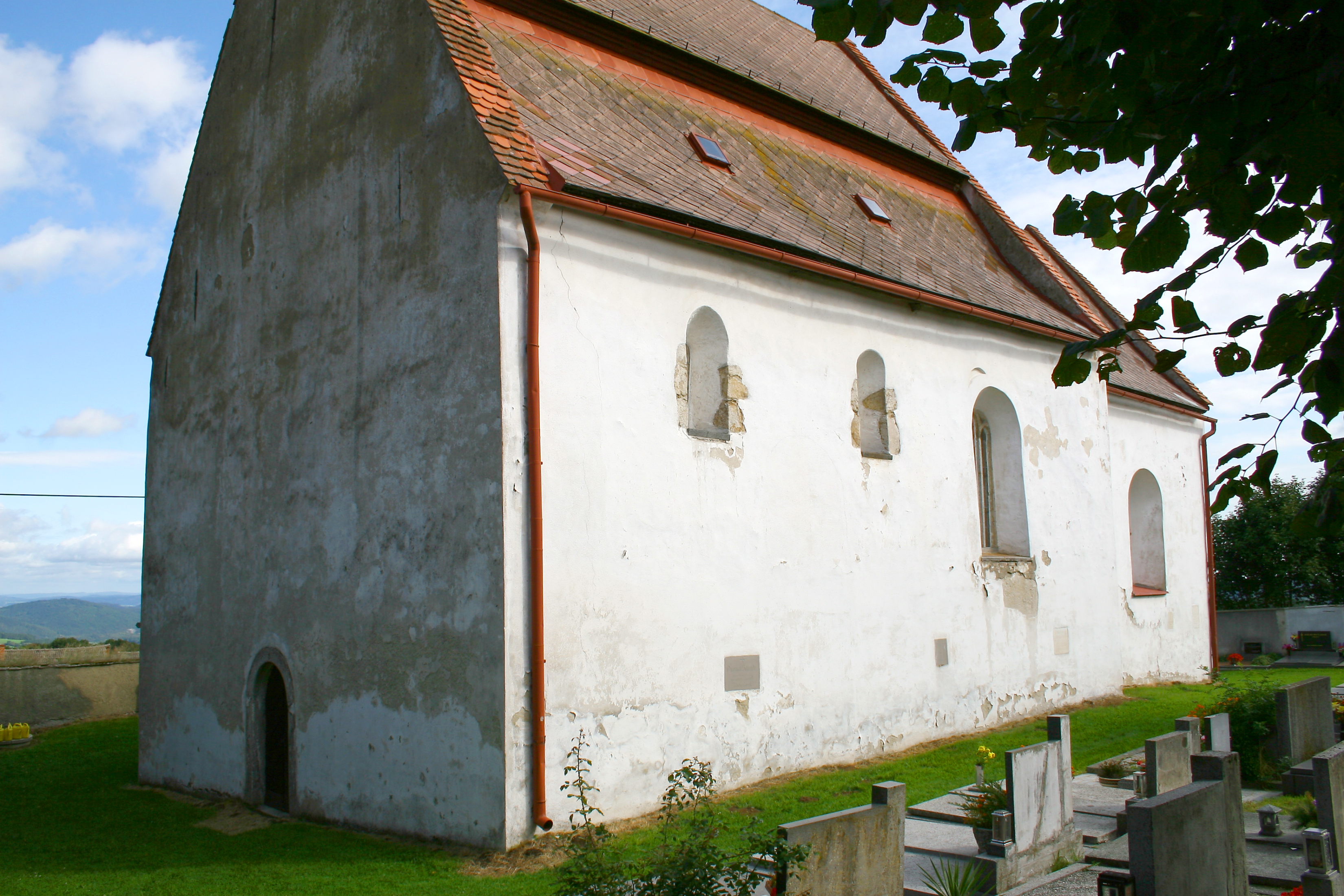
Západní a jižní stěna
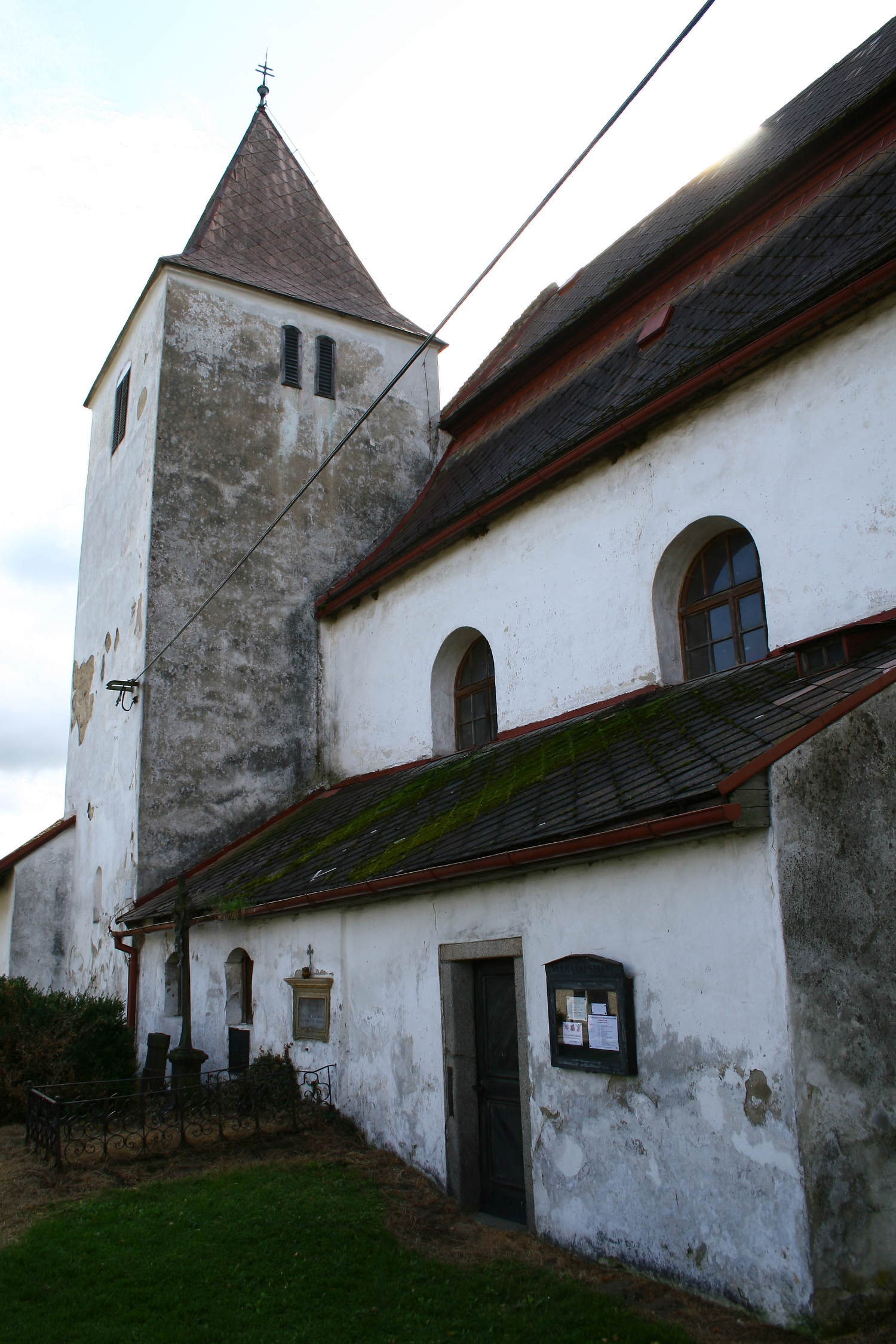
Věž a severní stěna
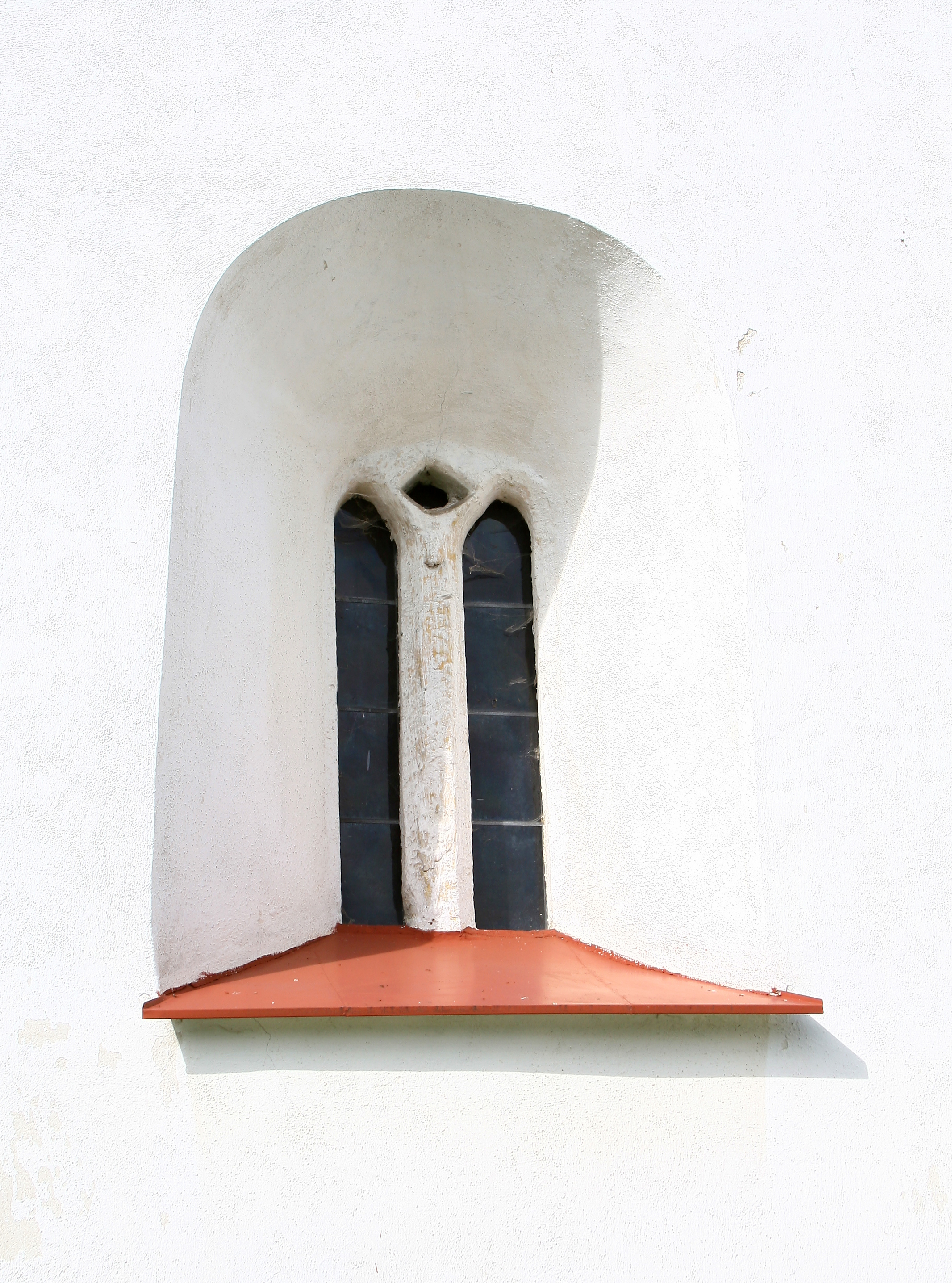
Okno ve východním průčelí